# Togtoh
Togtoh (giản thể: 托克托县; phồn thể: 托克托縣; bính âm: Tuōkètuō Xiàn, Hán Việt: Thác Khắc Thác kỳ) là một huyện của địa cấp thị Hohhot, khu tự trị Nội Mông Cổ, Trung Quốc. Huyện nằm trên bờ bắc của Hoàng Hà và thuộc khúc sông uốn về phía nam. Huyện cách tỉnh lị 78 kilômét (48 mi) về hướng đông bắc, và có dân số khoảng 200.000 người.

### Trấn
- Song Hà (双河镇
- Tân Doanh Tử 新营子镇
- Ngũ Thân 五申镇

### Hương
- Trung Than (中滩乡)
- Yên Sơn Doanh (燕山营乡)
- Ngũa Thập Gia (伍什家乡)
- Vĩnh Thánh Thành (永圣域乡)
- Cổ Thành (古城乡)
- Nãi Chỉ Cái (乃只盖乡)